# インターナビ
インターナビ（Internavi）とは、本田技研工業の提供する同社のカーナビゲーションシステムユーザーを対象とした独自のテレマティクスを中心とした交通情報サービスである。
携帯電話接続によるオンデマンド型の交通情報サービス「インターナビVICS」を最大の特徴とするが、無料の会員登録制の「インターナビ・プレミアムクラブ」、地図の無償更新サービスやインターネットのWEBサイトと連携したパーソナルホームページおよび有料オプションでのロードアシスタンスサービス「QQコール」などをあわせて提供する。

## 沿革
- 1997年8月 ナビゲーションシステムとインターネットを融合させた、第1世代のインターナビサービスを発表した。
- 1998年7月 アコードからサービス提供を開始した[1]。
- 2002年10月 大幅にサービス内容を改定し、道路交通情報の配信機能を加えた「インターナビ・プレミアムクラブ」を発表した。
- 2003年9月 インターナビ搭載車両から収集した交通情報を共有することにより、通常のVICS情報未提供道路に対しても情報を提供するフローティングカーシステムを、自動車メーカーとして世界で初めて実用化した。
- 2004年6月 会員数が10万人を達成した。
- 2004年10月 「インターナビ車線別情報」と「インターナビ・ウェザー」機能を追加した。
- 2005年3月 会員数が20万人を達成した。
- 2005年5月 会員向けWEBサービスで、インターナビVICSデータを使用した「出発時刻アドバイザー」機能提供開始した。
- 2005年11月 会員数が30万人を達成した。ウィルコムとの共同開発による定額通信カードサービス（2006年2月からサービス開始）を発表した。
- 2006年3月 インターナビ・フローティングカー情報の累積収集距離が1億kmに達し、合わせてGoogle Earthを利用し、フローティングカー情報の公開を開始した。
- 2006年7月 会員数が40万人を達成した。
- 2006年11月 インターナビを活用した企業向け安全運転管理支援システム「internaviBiz」（2007年1月からサービス開始）を発表した。
- 2007年1月 インターナビ・フローティングカー情報の累積収集距離が2億kmに達した。
- 2007年2月 2段階定額データ通信サービスを導入した。
- 2007年3月 会員数が50万人を突破した。
- 2007年7月 「主要道リアルタイム地図更新」機能を発表し、合わせて「インターナビ・ウェザー」に「豪雨地点予測情報」と「地震情報」サービスを追加した。
- 2007年12月 渋滞解消対策などの道路整備への支援を目的に、フローティングカーデータを埼玉県に提供することを発表した。
- 2008年3月 「出発時刻アドバイザー」機能を、会員以外へも提供開始した。
- 2008年4月 14都府県警察と共同で、車両盗難等の自動車関連犯罪が多発する地点の情報提供を、ナビゲーションシステムおよびホームページで開始した。
- 2008年8月 インターナビ・フローティングカー情報とパイオニアの「リアルタイムプローブデータ」の相互活用を、2008年内に開始することを発表した。
- 2008年12月 「インターナビ・ウェザー」に「路面凍結予測情報」サービスを追加した。
- 2009年7月 「出発時刻アドバイザー」などの情報を、携帯電話向けに提供を開始した。
- 2009年8月 インクリメントPおよびゼンリンデータコムと共同で、大規模地震発生時における道路での移動を支援する「災害時移動支援情報共有システム」を構築（9月1日より運用を開始）したことを発表した。
- 2009年10月 会員以外でも利用出来る携帯電話向け交通情報サービス「Hondaドライブコンシェル」を開始した。
- 2009年12月 会員数が100万人を突破した。
- 2010年2月 自動車業界として初の通信費無料の「リンクアップフリー」をCR-Zより開始した。
- 2011年3月 「リンクアップフリー」用の通信機器を、フィットシャトルよりソフトバンクの3G方式に変更することを発表した。
- 2011年11月 東日本大震災において本サービスのデータを提供し、被災地における移動支援活動として取り組んだ「通行実績情報マップ」が2011年度グッドデザイン大賞を受賞した[2]。本田技研工業がグッドデザイン大賞を受賞するのは、1984年度のシビック3ドアハッチバック以来2度目。
- 2019年6月 「リンクアップフリー」用の通信機器を4G方式に変更。
- 2024年1月 3G方式による「リンクアップフリー」の提供終了（予定）。

## インターナビVICS
インターナビの交通情報サービスは「インターナビVICS」と総称されるが、それを構成する主な要素について解説する。

### オンデマンドVICS
インターナビに携帯電話を接続した状態で、目的地を設定してルート計算を行った際に、インターナビは自動的にインターナビ情報センターのサーバーに接続し、出発地から目的地付近までの交通情報を取得し、そのリンク旅行時間情報を積算することで、複数のルート候補からもっとも短時間で到達するルートを検出、誘導を開始する。（ただし、生活道路等の狭隘な抜け道案内を行うことを目的とした機能ではない）
この基礎となるデータは、2002年頃よりVICSセンターが民間に公開を開始した、約5分毎の全国の交通情報を、インターナビ情報センターのサーバー内に蓄積したものを基にしている。
データの送受信間隔は、ルート上に自動的に設定される自動受信ポイントまたは任意に設定する受信間隔時間に基づいて行うため、常時接続しているものではない。
通常のナビゲーションでは、FM-VICS多重放送（文字多重放送の一種）に含まれる情報は渋滞・混雑等の表示用データだけであり、都市間高速道路を除きリンク旅行時間情報が含まれていないため、一般道の走行速度は固定値で計算される。光ビーコンアンテナを搭載している場合は一般道のリンク旅行時間情報を使用するが、主として都市圏の幹線道路に設置されている光ビーコンの下を走行するまで、情報は取得できない。この点において出発地点においてオンデマンドで情報を取得するインターナビVICSの優位性は大きい。

### インターナビ・フローティングカーシステム
データ収集対象路線区間会員の車両が走行した（リンク旅行時間）情報をHDD内のメモリー領域に蓄積しておき、通信で情報を取得した際にインターナビ情報センターサーバーにアップし、VICS情報が提供されていない路線を補完している。なお地図メディアがDVDの機種では利用できない。
対象道路は33万kmでありVICSリンク旅行時間が提供されている区間の約8倍に上る(2006年3月29日付のホンダ広報資料)。
カーナビ上ではVICSの渋滞・混雑・順調データがそれぞれ赤・橙・青の実線で表示されているのに対し、フローティングカーデータ(プローブカーデータともいう)に基づく情報は同色の破線で表示されることで識別できる。
このフローティングカーシステムは、ギブ&テイクで成り立っておりカーナビゲーションシステムの設定でOFFにした場合は、情報をアップロードしない代わりに本機能を利用することができなくなる。
インターナビVICSでは、サーバーに蓄積された過去のVICS情報や独自に会員から収集したフローティングカー情報を時系列的に処理することで、渋滞予測や車線別情報など、より実態に即した精度の高いリンク旅行時間情報を提供できる可能性がある。

#### 渋滞予測
インターナビの渋滞予測は、設定された目的地までの複数の候補ルートの、リンク旅行時間の変化値をもとに、蓄積された過去の類似情報を参照することで、移動中の旅行時間の変動を考慮して誘導ルートの変更や到着予想時間の高精度化を図っている。

#### 車線別情報
インターナビの車線別情報は、都市高速道路の分岐点手前などでその先の合流渋滞などの原因で、片側方向のみが渋滞し他方が順調であるような場合において、より実態に即したリンク旅行時間を提供することを試みている。
このような場合、従来のVICS情報では両車線の平均値またはセンサーの設置されている片側方向のみのリンク旅行時間が提供されているため、実際の所要時間との誤差が生じる。インターナビの車線別情報では、フローティングカーデータをもとに方面別の所要時間を算出し、両方向を通行した場合のリンク旅行時間に反映させることでより短時間で到達できるルートを算出する。
インターナビ・フローティングカーデータは、現状では携帯電話に通信を依存しているためリアルタイム性が十分に確保できないことから、同一曜日、同一時間帯の統計値によるリンク旅行時間を提供するにとどまるが、通常のカーナビではまったく考慮できていないリンク旅行時間情報を加味しているため、精度は向上しているものと考えられる。
また、後述する定額通信カードなどの利用の増加や将来的な移動体通信環境の変化に伴いリアルタイムに近いフローティングカーデータ提供が可能になると考えられる。

### 駐車場セレクト機能
公開されている駐車場の情報と、車両の全幅、全高などのデータをもとに、入庫可能な駐車場を自動的に絞り込んで画面上に表示する機能である。
公共駐車場のほかにタイムズ24など民間駐車場の情報も表示され、駐車場側から満空情報が提供されている場合は、画面に色分けで表示される。そのほか、料金、駐車場の形状（立体/平面）、目的地までの距離等の条件を任意に設定することも可能である。

### インターナビ・ウェザー機能
地図画面上に天気情報を重ね合わせて表示する機能。3D表示の空の画像にも反映される。ルート誘導でインターナビVICS情報を取得した際に、目的地付近の天気情報や台風の進路情報を表示する。

### CDDB楽曲情報ダウンロード
音楽CDを再生、リッピングしてHDDに保存する際に、楽曲情報はHDDに蓄積されたデータベースから表示されるが、新譜などの情報はGracenote社のデータベースから通信により取得する機能を持つ。

## その他のサービス

### 地図更新サービス
HDD地図データは初度登録から24ヶ月目前後に1回、無料で書き換える（DVD地図データは初回車検まで3回）サービスが付帯している。
作業はホンダディーラーでHDDを取外し、ナビメーカーの書換センターで全データを書換え後、返送されたものを再度、ディーラーで取り付ける。
この間、HDDを使用する機能は使用できないが、HDDに蓄積されたサウンドコンテナ（音楽CDからリッピングした音楽データ）は保持される。
最近では初度登録から36ヶ月の最初の車検にあわせて、更新用のDVDがディーラー経由でユーザーに届けられる。この更新用DVDをナビに挿入して
地図データの更新を行う。

### パーソナルホームページ
会員には入会時に交付されたIDと暗証番号により、カーナビとの連携機能を持ったパーソナルホームページが提供されている。
主な機能は、ドライブ情報、ドライブスポットの設定、カーナビから送信される総走行距離情報に基づくメンテナンス時期の通知などである。
ユーザーは事前にパーソナルホームページでドライブ計画を立てたり、目的地をリスト化しておくことで、車内での目的地設定操作を簡便に行うことが可能である。
また、2005年6月に「出発時刻アドバイザー」という機能が追加され、出発地、目的地、到着希望日時を入力すると、推奨ルートと出発時刻、有料道路料金などを表示する.

### QQコール
路上での事故や故障などのトラブル時に電話でコールセンターに接続し、24時間の緊急時レッカー出動サービスやクルマの使用方法などの問い合わせ等に対応するロードアシスタンスサービス。
カーナビのハンズフリー機能とマップコードによりオペレーターに現在位置を伝えることが可能である。
入会金2,000円、年会費4,000円とJAF（日本自動車連盟）と同等の会費となっているが、レジェンドおよびエリシオンのV6エンジン搭載モデルには3年間無料でサービスが付帯する。
他のロードアシスタンスサービスとの比較においては、ドライブ継続が不能になった際の代替交通手段や宿泊費用を保証する点や、故障車両を最寄のホンダディーラーに運んだり、修理後の車両を無料で自宅の近くのホンダディーラーに陸送する点が特長である。

### エコランキング
ホンダのハイブリッドカーであるインサイト、CR-Z、フィットハイブリッドなどでは記録された燃費情報もインターナビ情報センターにアップロードされ、それを集計したランキングを会員専用ページで確認することができる。

## 会員制度
インターナビ対応ナビゲーションシステム搭載車を購入した際に、ホンダ正規ディーラーのHonda Cars店（2006年6月以前はプリモ店、クリオ店、ベルノ店）および正規中古車チャネルであるHonda Cars・U-Select店（旧：Auto Terrace店）で申込書を記入し、ディーラーがオンラインで登録を行うと、インターナビ情報センターからID、暗証番号と説明書が郵送されてくる。
中古車でインターナビ付き車両を入手した場合でも、上記の店舗で申し込むことで新規に会員登録が可能である。

## 対応ナビゲーションシステム
インターナビ・プレミアムクラブのサービスを利用することのできるナビゲーションシステムは、現在のところほとんどの車種に装着可能なホンダ工場装着純正ナビゲーションシステムおよびホンダアクセスが販売するホンダディーラーオプションGathersの一部機種である。
DVDタイプ、HDDタイプおよびSSDタイプがあり、上級車種にはジョイスティックとコマンドホイールを組み合わせた「プログレッシブコマンダー」という独特のユーザーインターフェースを備えた機種もある。
なお、DVDタイプはMDXを最後にすでに販売を終了しており、HDDタイプもOEMメーカーにより複数の仕様が存在することが確認されている。
オデッセイ、エリシオン、エディックスに搭載されているプログレッシブコマンダーHDDタイプには、パイオニア カロッツェリアと類似したインクリメントP社製地図を使用しているが、それ以外はゼンリン社製地図をベースとしたMBA社製地図を採用している。

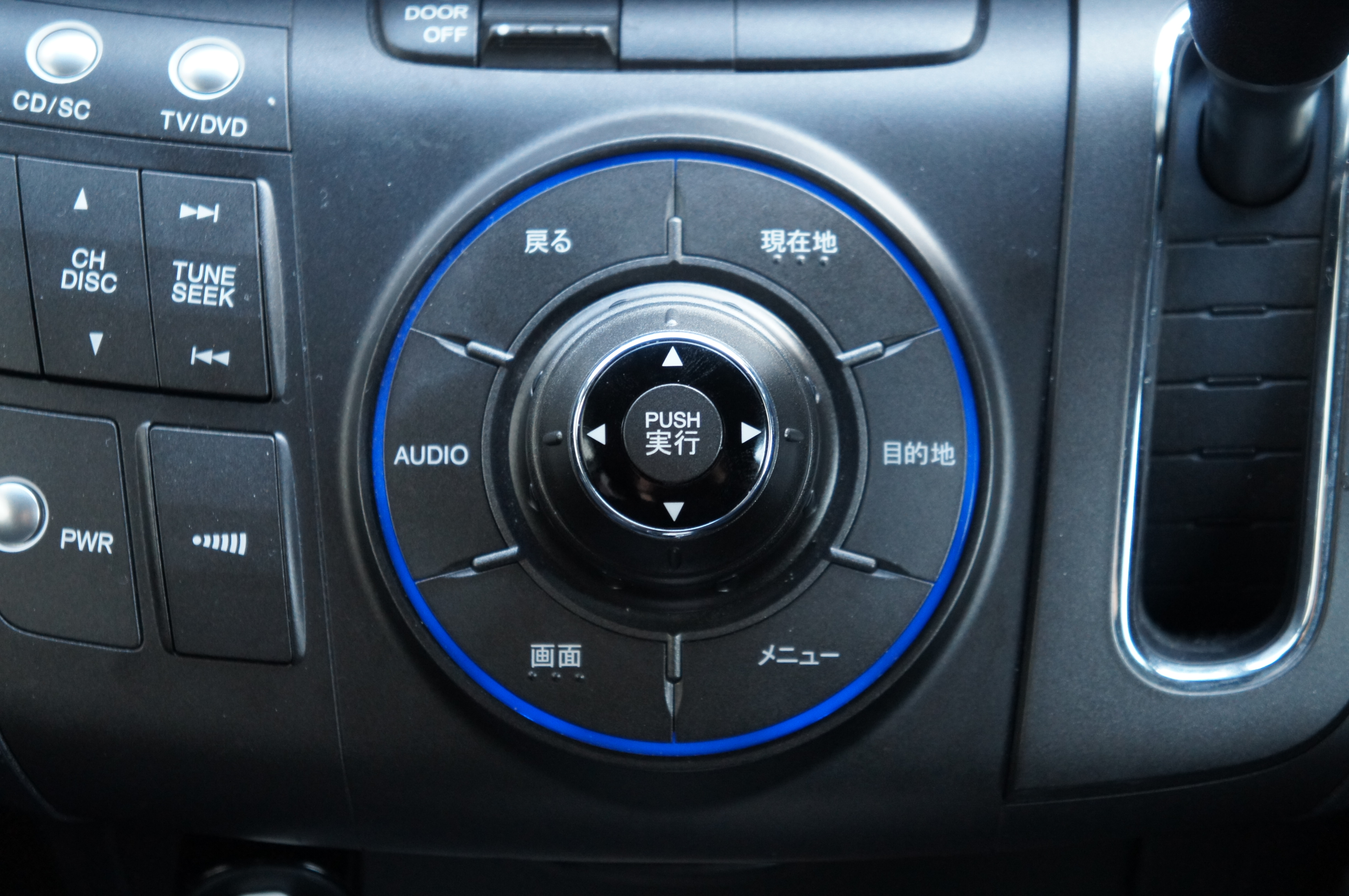
プログレッシブコマンダー
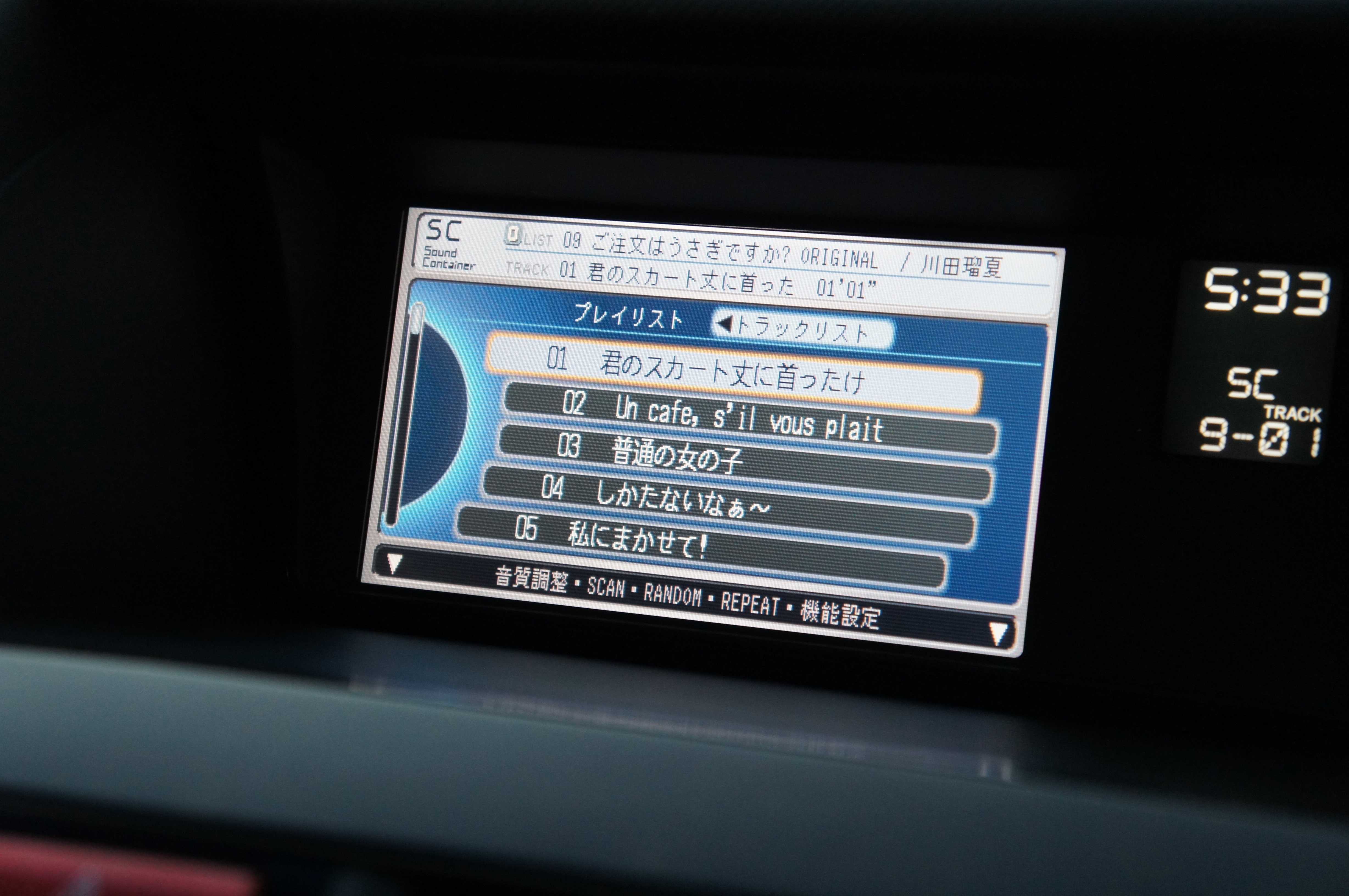
プログレッシブコマンダー搭載機のユーザインタフェースの一例

## 対応する携帯電話
当初は、NTTドコモのmovaとauのCDMA 1X WINなど携帯電話での接続を前提としていた。このため第3世代携帯電話ではBluetoothや別売のアダプタを経由して接続するか、ウィルコム社の定額通信カードサービスを使用する必要があったが、ナビゲーションの機種によっては第三世代携帯電話を直接ケーブル接続できるものや、movaサービス終了が告知されたことに伴ってmovaの接続に対応しないものも存在する。
使用可能携帯電話やBluetooth、アダプタの組み合わせは公式ホームページやHonda販売店などで確認する必要がある。